# Nick Lachey
Nicholas Scott « Nick » Lachey (né le 9 novembre 1973 à Harlan dans le Kentucky) est un chanteur, auteur-compositeur-interprète, acteur et producteur américain. Il est surtout connu pour être membre du boys band, « 98 Degrees », depuis 1997. Il a ensuite fait une émission de télé-réalité appelé Newlyweds: Nick and Jessica avec son ex-femme Jessica Simpson. Il a sorti deux albums solo ; SoulO et What's Left of Me. En solo, Nick a vendu plus de 600 000 albums et avec son groupe, il a vendu plus de 10 million d'albums dans le monde entier. Il a également eu un rôle récurrent dans la série Charmed.

## Biographie
Né à Harlan dans le Kentucky, Nick est le fils de Cate Fopma-Leimbach et de John Lachey. Il a un frère cadet, Drew (né en 1976), une belle-sœur Josie, un demi-frère Isaac, un frère adoptif Zach et une sœur adoptive Caitlin. Il a grandi dans l'Ohio et il est allé à la Cincinnati Public Schools-School for Creative and Performing Arts (SCPA). Une fois diplômé, il est allé à l'université du Sud de la Californie à Los Angeles. Au bout d'une année passée dans cette université, Nick se fait transférer à l'université Miami située à Oxford dans l'Ohio afin d'être plus près de sa famille.

## Carrière

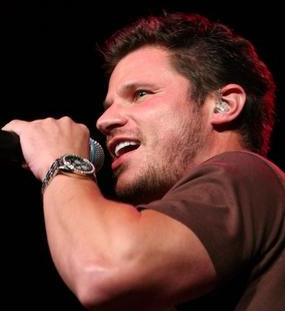
Nick Lachey au Kiss 106.1 en juillet 2006.

Nick a lancé sa carrière de chanteur au parc Kings Island avec son ami Justin Jeffre dans les années 1990 en chantant dans un groupe humoristique dans tout le parc,. Nick fonde ensuite le groupe « 98 Degrees » avec son frère, Drew, Justin Jeffre et Jeff Timmons. Leur premier album fut 98 Degrees ; cependant, le groupe connait un grand succès grâce à leur deuxième album intitulé 98 Degrees and Rising. Le groupe a vendu plus de 10 million d'albums dans le monde entier.
Durant l'été 2003, Nick et sa femme de l'époque Jessica Simpson, ont créé leur propre émission de télé-réalité : Newlyweds: Nick and Jessica qui fut diffusé sur la chaîne MTV. En 2005, leur émission remporte un People's Choice Awards dans la catégorie "Émission de télé-réalité préférée" avant d'arrêter définitivement l'émission quelque temps après. Le 11 novembre 2003, Nick sort son premier album solo intitulé SoulO. L'album n'a pas eu beaucoup de succès. Entre 2004 et 2005, Nick jouait le rôle de Leslie St. Claire dans la série Charmed.
Le 9 mai 2006, Nick sort son deuxième album solo intitulé What's Left of Me qui a été placé deuxième au Billboard 200. L'album a été certifié or après s'être vendu à plus de 500 000 copies. Le premier single de l'album fut What's Left of Me, sorti le 21 février 2006. Le single fut placé sixième au Billboard Hot 100. Plus tard, Nick enregistre la chanson Ordinary Day pour le film For One More Day produit par Oprah Winfrey.
En 2007, Nick commence à travailler sur son troisième album solo. Il joue par la suite dans la série Les Frères Scott. En janvier 2010, il a été annoncé que le label Jive Records a mis son nouvel album en attente indéfiniment. En juin 2010, Nick déclare qu'il s'est séparé du label Jive Records.
En 2012, il participe à l'émission controversée de NBC Stars earn Stripes.
En 2017, il participe avec sa femme Vanessa Lachey à la 25e saison de Dancing with the Stars avec comme partenaire Peta Murgatroyd. Ils seront éliminés lors de la 6e semaine et finiront à la neuvième place. Émission que son frère Drew a remporté lors de la saison 2 en 2006.

## Vie privée

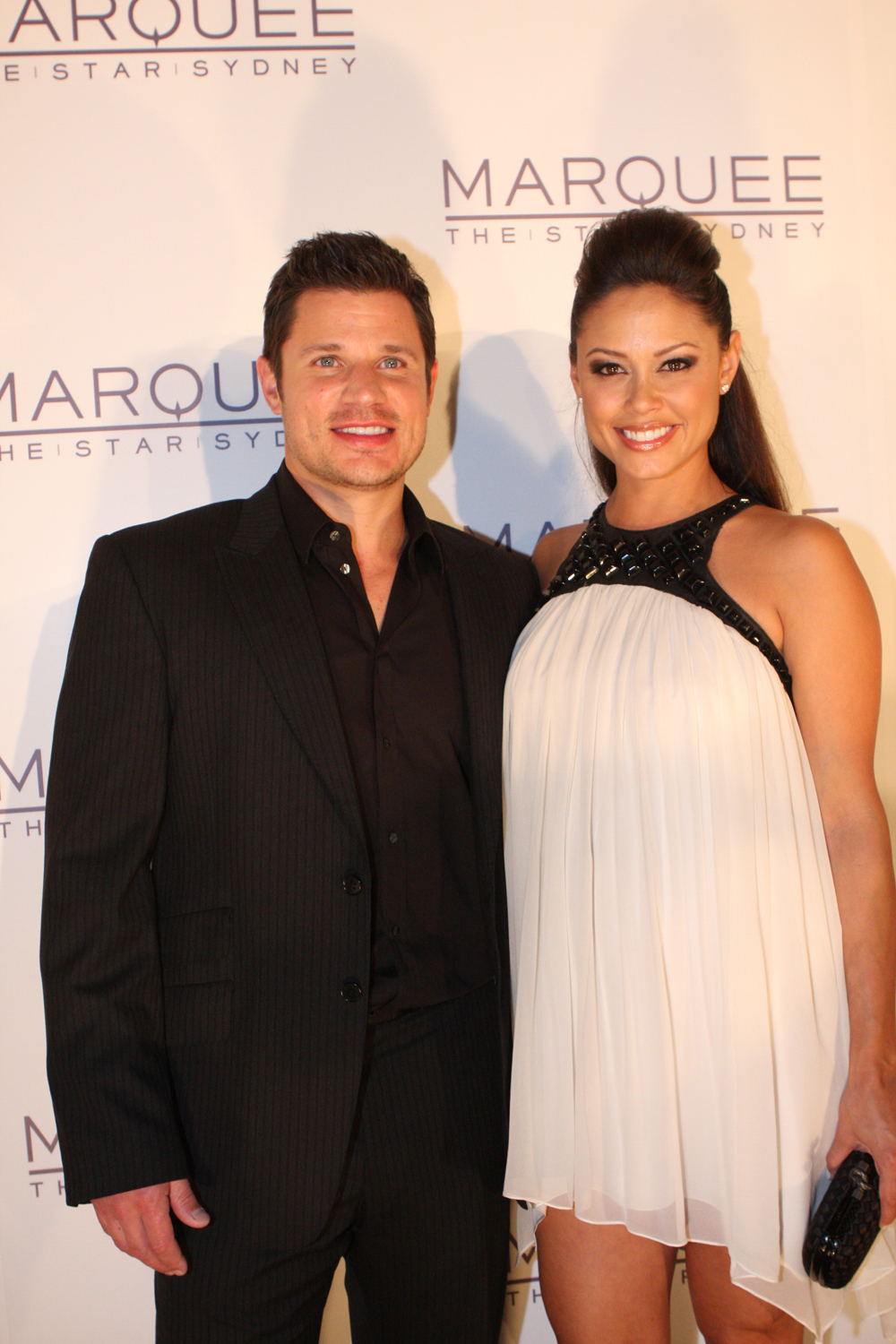
Nick Lachey et son épouse Vanessa Lachey en mars 2012.

En décembre 1998, Nick rencontre l'actrice et chanteuse Jessica Simpson - de 7 ans sa cadette, lors d'un gala peu avant Noël ; ils commencent à se fréquenter en janvier 1999. En mars 2001, ils se séparent, mais se remettent ensemble en septembre 2001, peu après les attentats du 11 septembre. Ils se fiancent en février 2002 et se marient le 26 octobre 2002 à Austin au Texas. Jessica affirme être restée vierge jusqu'à leur mariage. En novembre 2005, le couple annonce qu'ils se sont séparés et, le 16 décembre 2005, Jessica demande le divorce citant des « désaccords insurmontables », au bout de six ans de vie commune et trois ans de mariage,. Leur divorce a été prononcé le 30 juin 2006.
À la suite de son divorce avec Jessica, Nick a eu une liaison avec Kim Kardashian durant l'été 2006.
Depuis septembre 2006, il est le compagnon de l'actrice et mannequin, Vanessa Lachey (née Minnillo) - de 7 ans sa cadette, qu'il a rencontré sur le tournage de son clip What's Left Of Me. Ils se séparent en juin 2009. Durant leur séparation, Nick a une liaison avec une dénommée, Holly Letchworth durant l'été 2009,. En octobre 2009, il se remet en couple avec Vanessa. Ils se fiancent en novembre 2010, et se marient le 15 juillet 2011 sur une petite île privée, Necker Island (îles Vierges britanniques). Ensemble, ils ont trois enfants : deux garçons, prénommé Camden John (né le 12 septembre 2012) et Phoenix Robert (né le 24 décembre 2016) et une fille, prénommée Brooklyn Elisabeth (née le 5 janvier 2015).

## Discographie
- SoulO (2003)
- What's Left of Me (2006)
- A Father's Lullaby (2013)

## Filmographie
- 2003 : Christmas in Rockefeller Center
- 2004 : Mes plus belles années : Tom Jones
- 2004 : I'm with Her : Tyler Vance
- 2004 : Charmed : Leslie St. Claire
- 2004 : La Star de la famille : Chris
- 2005 : The Hard Easy : Jason Burns
- 2005 : Ma sorcière bien-aimée : Soldat Vietnamien
- 2006 : She Said, He Said : Kurtwood Weymouth
- 2006 : Twins : Charlie
- 2007 : Rise : Dwayne
- 2009 : Les Frères Scott : Lui-Même
- 2011 : Hawaii 5-O : Tyler/Kidnappeur

## Télé-réalité
- 2003 - 2005 : Newlyweds: Nick and Jessica
- 2008 : Clash of the Choirs
- 2009 : Taking the Stage
- 2009 -2013 : The Sing-Off
- 2011 : Nick & Vanessa's Dream Wedding
- 2012 : Stars earn Stripes
- 2017 : Dancing with the Stars
- 2019 : Miss USA 2019
- depuis 2020 : Love Is Blind
- 2022 : "L'ultimatum : on se marie ou c'est fini"
- 2023 : "L'ultimatum : on se marie ou c'est fini - saison2"

## Musique
- 2015 : Pentatonix - Sing (clip vidéo)